# Çetinkaya Türk S.K.
O Çetinkaya Türk S.K. é um clube de futebol norte-cipriota de Nicósia, Chipre do Norte. A equipe competiu no Campeonato Cipriota de Futebol.

## História
O clube foi fundado em 1930, e foi um dos pioneiros na liga cipriota.